# Arthroleptis hematogaster
Arthroleptis hematogaster (Laurent, 1954) è un anfibio anuro, appartenente alla famiglia degli Artroleptidi.

## Distribuzione e habitat
È endemica della Repubblica Democratica del Congo. Si trova sugli altopiani di Itombwe e Kabobo, nelle province di Kivu e Katanga tra 2350 e 2400 metri di altitudine.